# Howard Estabrook
Howard Estabrook, né le 11 juillet 1884 à Détroit et mort le 16 juillet 1978 à Los Angeles, est un scénariste américain, aussi acteur, réalisateur et producteur de cinéma.

## Biographie
Né à Détroit dans le Michigan, Howard Estabrook commence sa carrière en 1904 par un stage d'acteur à New York. Il fait ses débuts dans un film muet en 1914. Il délaisse le cinéma entre 1916 et 1921. Il travaille avec différents studios à partir de 1924 et commence à être connu en tant que scénariste. Il est nommé aux Oscars en 1930 pour La Rue de la chance (Street of Chance), et remporte l'Oscar l'année suivante pour La Ruée vers l'Ouest (Cimarron) de Wesley Ruggles. Il a travaillé pour des réalisateurs comme George Cukor ou Henry King. À la fin de sa carrière il travaille aussi pour la télévision.
Il meurt à l'âge de 94 ans à Woodland Hills, Los Angeles.

## Filmographie partielle

### Acteur
- 1915 : The Closing Net
- 1915 : Four Feathers (en) de J. Searle Dawley : Captain Harry Faversham
- 1916 : The Mysteries of Myra (en) de  Leopold Wharton et Theodore Wharton

### Réalisateur
- 1917 : The Highway of Hope
- 1917 : Giving Becky a Chance
- 1917 : The Wild Girl (en)
- 1944 :  Heavenly Days

### Producteur
- 1924 : The Price of a Party (en) de  Charles Giblyn
- 1925 : North Star (en) de  Paul Powell
- 1937 : Le Démon sur la ville (Maid of Salem), de Frank Lloyd

### Scénariste
- 1928 : Le Rêve immolé (The Shopworn Angel) de Richard Wallace
- 1929 : Elle s'en va-t-en guerre (She Goes to War) de Henry King
- 1928 : Tel père, tel fils (Varsity) de Frank Tuttle
- 1929 : Le Cavalier de Virginie (The Virginian) de Victor Fleming
- 1930 : Sous le maquillage (Behind the Make-Up) de Robert Milton
- 1930 : Les Anges de l'enfer (Hell's Angels) de Howard Hughes
- 1930 : Kismet de John Francis Dillon
- 1930 : La Rue de la chance (Street of Chance) de John Cromwell
- 1931 : Kismet de William Dieterle
- 1931 : La Ruée vers l'Ouest (Cimarron) de Wesley Ruggles
- 1932 : Héritage de George Cukor
- 1933 : The Devil's in Love de William Dieterle
- 1933 : Les Faubourgs de New York de Raoul Walsh
- 1935 : David Copperfield de George Cukor
- 1935 : À travers l'orage de Henry King
- 1941 : Vendetta (The Corsican Brothers) de Gregory Ratoff
- 1943 : Et la vie continue de Clarence Brown
- 1944 : The Bridge of San Luis Rey de Rowland V. Lee
- 1948 : The Girl from Manhattan  de Alfred E. Green
- 1952 : L'Étoile du destin (Lone Star) de Vincent Sherman
- 1954 : Tornade de Allan Dwan
- 1959 : Simon le pêcheur (The Big Fisherman) de Frank Borzage